# Ledebour
Lovecký zámek Ledebour stával nedaleko obcí Telnice a Varvažov.

## Historie
Zakladatelem a majitelem zámku byl hrabě Adolf Ledebour, který také založil ves Adolfov v Krušných horách. Ke konci druhé světové války byl zámek těžce poškozen jednak odcházejícími Němci a také nově příchozími dosídlenci. Konec pro zámek znamenal požár v roce 1950, po kterém již nebyl obnoven.

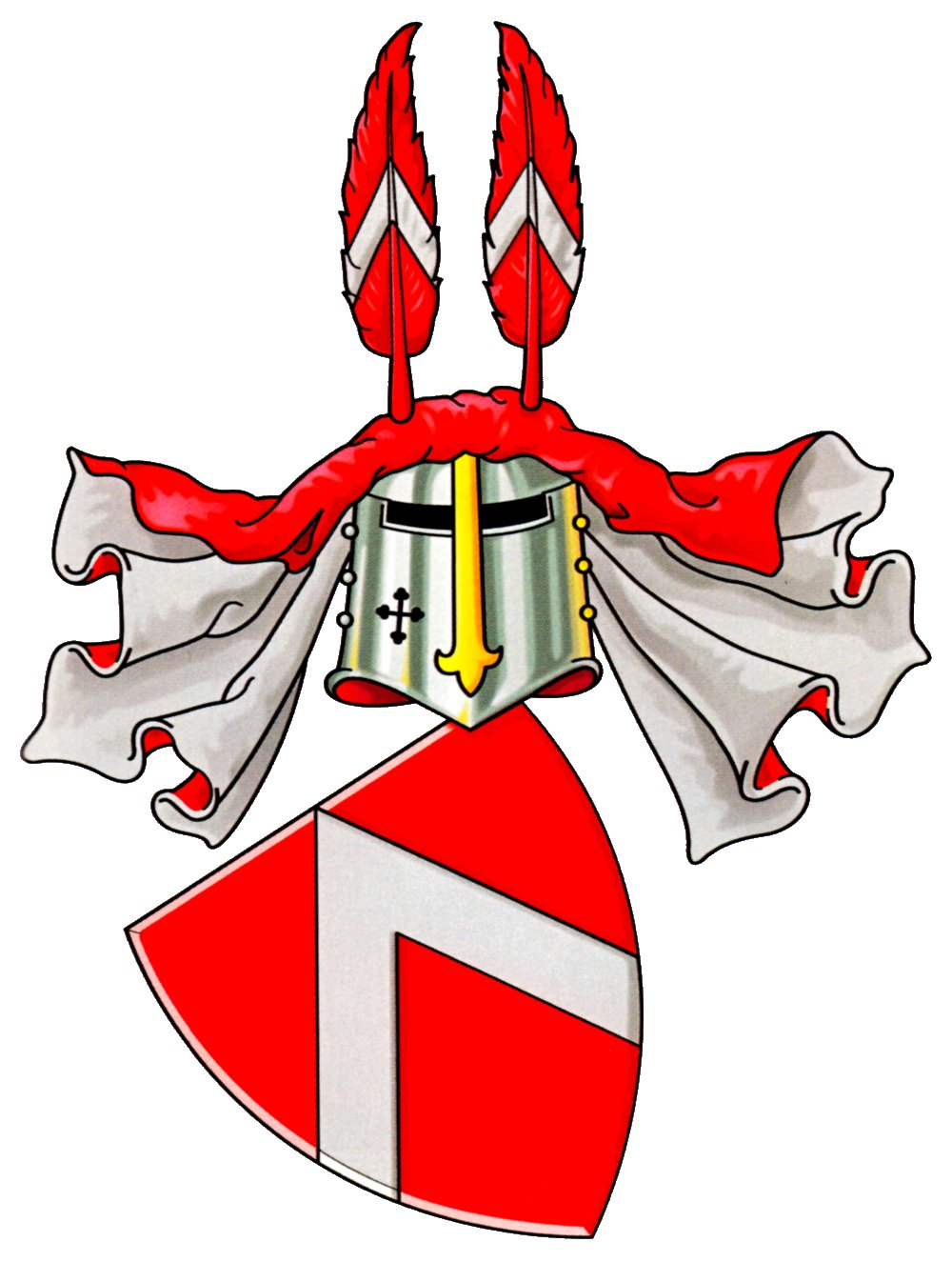
Erb Ledebourů

## Současnost
Z vlastního zámku nezůstalo do současnosti nic zachováno. V okolí můžeme najít bývalé konírny a kapli Panny Marie.
Existenci stavby a její podivuhodnou krásu zaznamenal v Měsíčních povídkách Patrik Linhart.